# 纳塔莉·朗贝尔
纳塔莉·朗贝尔（法語：Nathalie Lambert，1963年12月1日—），加拿大女子短道速滑运动员。她曾代表加拿大参加1988年、1992年和1994年冬季奥林匹克运动会短道速滑比赛，获得一枚金牌和二枚银牌。